# Gottlieb Koller
Gottlieb Koller (* 22. Februar 1823 in Winterthur; † 11. Juli 1900 in Bern) war ein Schweizer Eisenbahningenieur und Verwaltungsbeamter, der massgeblich zur Entwicklung des schweizerischen Eisenbahnnetzes beitrug. Als Leiter des Eidgenössischen Eisenbahnbüros setzte er sich für eine koordinierte Planung der nationalen Bahnstrecken ein. Später engagierte er sich stark für die Realisierung der Gotthardbahn und prägte durch seine Expertise und Schriften die verkehrspolitische Debatte der Schweiz im 19. Jahrhundert.

## Frühe Jahre und Ausbildung
Gottlieb Koller kam 1823 in Winterthur als dritter Sohn des Bäckers Jakob Koller und der Maria Magdalena Regula, geborene Corrodi, auf die Welt. Nach der Industrieschule in Zürich absolvierte er von 1842 bis 1845 ein Studium an der renommierten École Centrale des Arts et Manufactures in Paris, das er mit einem Diplom als Bauingenieur abschloss.
Nach seinem Studium sammelte Koller praktische Erfahrung im Eisenbahnbau und war zwischen 1845 und 1851 an mehreren Bahnprojekten in Frankreich beteiligt.

## Tätigkeit im Eidgenössischen Eisenbahnbüro
1850 wurde Koller zum ersten Leiter des neu gegründeten Eidgenössischen Eisenbahnbüros ernannt, des Vorgängers des heutigen Bundesamtes für Verkehr. In dieser Funktion setzte er sich für eine strategische Entwicklung des Eisenbahnnetzes ein. Dazu organisierte er eine umfassende Strassenverkehrserhebung, bei der er Posthalter im ganzen Land einbezog. Zur Ergänzung dieser Daten nutzte er die Ergebnisse der Volkszählung von 1850. Ausserdem forderte er die Kantone zur Mithilfe auf und bat um Informationen zu Waren- und Personenaufkommen sowie zu den bestehenden Verkehrs-Infrastrukturen. Die Realisierung eines systematischen Eisenbahnbaus scheiterte schliesslich am eidgenössischen Parlament, das sich 1852 für den privaten Eisenbahnbau entschied. Dabei wurden aber nicht Kollers Pläne an sich kritisiert, sondern es ging um die grundsätzliche Kompetenzfrage Staat oder Privatwirtschaft.

## Karriere bei der Schweizerischen Centralbahn
Nach seiner Tätigkeit im Eisenbahnbüro wechselte Koller 1853 zur Schweizerischen Centralbahn (SCB). Dort war er als Adjunkt des Oberingenieurs und später als Bürovorstand im Betriebsdepartement tätig. Er war von 1853 bis 1862 als Bauleiter der Linien Basel–Olten–Luzern und Olten–Bern tätig.

## Die Alpenbahnfrage
Koller spielte eine zentrale Rolle bei der Untersuchung der besten Alpenüberquerung mit der Eisenbahn. 1851 legte er ein umfassendes Gutachten vor, in dem er verschiedene Pässe wie Gotthard, Lukmanier, Simplon und Splügen verglich. Obwohl Koller den Gotthardpass bevorzugte, fand dieser zunächst wenig politische Unterstützung. Stattdessen wurde dem Lukmanierprojekt, unterstützt vor allem durch die Kantone Graubünden und Tessin, 1853 die Konzession erteilt. In den folgenden Jahren, bis Ende der 1860er Jahre, dauerte der politische Streit zwischen den verschiedenen Passoptionen an. Der Lukmanier schien eine attraktive Option zu sein, jedoch erwiesen sich die politischen und verkehrstechnischen Vorteile des Gotthardpasses zunehmend als entscheidend.
Ein entscheidender Moment in diesem Prozess war die Konferenz am 8. Juni 1860, bei der die Verbesserung der Gotthardstrasse und die Idee einer Gotthardbahn erneut diskutiert wurden. In dieser Zeit wuchs das Interesse am Gotthardpass, auch durch ein Projekt von Lucchini. Genua trat für den Lukmanier ein, Mailand für den Splügen, während der Gotthard zunehmend an Unterstützung gewann. Das am 15. September 1860 gegründete erste Gotthardkomitee beauftragte Koller mit Vorarbeiten, die sowohl technische als auch kommerzielle Aspekte umfassten. Koller kündigte Ende 1862 seine Stelle bei der Schweizerischen Centralbahn (SCB), um sich ganz der Gotthardbahn zu widmen. In den folgenden Jahren reiste er regelmässig für Verhandlungen nach Italien und Deutschland.
Entscheidend war die Haltung von Alfred Escher, der sich zusammen mit dem Kanton Zürich vom Lukmanier abwandte und sich für den Gotthard einsetzte. Diese Entscheidung war ausschlaggebend für die Entstehung der zweiten Gotthardvereinigung am 8. August 1863, die 14 Kantone sowie die Central- und Nordostbahn-Gesellschaften umfasste. Koller spielte in dieser Phase eine bedeutende Rolle, indem er als Delegierter des Gotthardausschusses die Verhandlungen vorantrieb und die Machbarkeit des Gotthardpasses weiter bekräftigte. 1869 fiel schliesslich die endgültige Entscheidung zugunsten des Gotthards, und Koller trug massgeblich dazu bei, dass der Gotthardpass als bevorzugte Route für den Alpentunnel ausgewählt wurde.

## Arbeiten für die Gotthardbahn
Im Sommer 1869 erhielt Koller vom Gotthardbahnausschuss den Auftrag, gemeinsam mit Otto Gelpke und Karl Emanuel Müller die beiden Portalstandorte des Gotthardtunnels zu bestimmen.
Auch nach der Projektfreigabe blieb Koller eng mit dem Gotthardvorhaben verbunden. Die Position des Oberingenieurs lehnte er 1872 nur aus gesundheitlichen Gründen ab. Er übernahm aber das Amt des Inspektors der Gotthardbahnbauten. In dieser Funktion war er bis 1879 tätig und nahm an wichtigen Verhandlungen und Konferenzen teil, etwa zur finanziellen Rekonstruktion der Bahn. Die Gotthardbahn begleitete Koller über viele Jahre – sein umfassendes Engagement für dieses Projekt prägte sein gesamtes Berufsleben.
Nach der Fertigstellung der Gotthardbahn blieb Koller weiterhin in der Eisenbahnbranche aktiv. Von 1884 bis zu seinem Tod im Jahr 1900 war er Mitglied des Verwaltungsrats der Gotthardbahn-Gesellschaft. Er setzte sich für den weiteren Ausbau des Eisenbahnnetzes ein und unterstützte die Elektrifizierung von Bahnhöfen sowie die Einführung einheitlicher Betriebsstandards.

## Privatleben und Familie
Gottlieb Koller heiratete 1855 Emma Burckhardt (1823–1869) aus Basel. Aus dieser Ehe gingen vier Kinder hervor: Gottlieb (1859), Karl August (1863), Ernst Wilhelm (1867–1869) und Emma Helena (1868). Nach dem frühen Tod seiner ersten Frau heiratete Koller 1870 Susanna Ida Stauder (1839–1912), mit der er keine Kinder hatte.
Während seines Aufenthalts in Basel engagierte sich Koller in städtischen Baukommissionen und setzte sich für verschiedene soziale Projekte ein. Sein Sohn Gottlieb hob im Nachruf das Engagement seines Vaters für gemeinnützige Zwecke hervor, darunter seine Arbeit als Schulvorstand der Freien Schule in Bern und als Kirchgemeinderat der Nydeggkirche.